# 溫哥華全科醫院
溫哥華全科醫院（縮寫）是加拿大卑詩省溫哥華的一所醫院。該院是醫療網絡溫哥華醫院及健康科學中心中最大的機構。以床位數量計，溫哥華全科醫院為加拿大第三大醫院，僅次於咸美頓全科醫院及山麓醫療中心。
該院由溫哥華沿岸衛生局負責運營。

## 知名病人
- 埃洛·弗林，澳洲演員

## 外部連結
- 官方网站
- VGH & UBC Hospital Foundation （页面存档备份，存于）